# Volkan Arslan
Volkan Arslan (ur. 29 sierpnia 1978 w Hanowerze) – turecki piłkarz występujący na pozycji pomocnika. Zawodnik Ordusporu.

## Kariera klubowa
Arslan urodził się w RFN w rodzinie pochodzenia tureckiego. Zawodową karierę piłkarską rozpoczynał w 1996 roku w Hannoverze 96 z Regionalligi Nord. W 1998 roku awansował z zespołem do 2. Bundesligi. W 1999 roku odszedł do Rot-Weiss Essen. Spędził tam rok.
W 2000 roku trafił do tureckiego Adanasporu z Süper Lig. W tych rozgrywkach zadebiutował 13 sierpnia 2000 roku w wygranym 6:1 pojedynku z İstanbulsporem. W 2001 roku spadł z klubem do 1. Lig. Występował tam jeszcze przez rok. W 2002 roku przeszedł do pierwszoligowego Kocaelisporu, gdzie grał przez pół roku.
Na początku 2003 roku Arslan podpisał kontrakt z Galatasaray SK. Pierwszy ligowy mecz zaliczył tam 1 marca 2003 roku przeciwko Kocaelisporowi (1:0). W 2005 roku zdobył z klubem Puchar Turcji, a w 2006 roku mistrzostwo Turcji. W tym samym roku został graczem również pierwszoligowego Ankarasporu, w którym grał przez rok.
W 2007 roku odszedł do Gaziantepsporu, także występującego w Süper Lig. Zadebiutował tam 12 sierpnia 2007 roku w wygranym 2:0 pojedynku z Kasımpaşą. W Gaziantepsporze spędził rok. Następnie grał w Antalyasporze (Süper Lig) oraz Ankaragücü (TFF 1. Lig), a od 2010 roku reprezentuje barwy Ordusporu, zespołu TFF 1. Lig.

## Kariera reprezentacyjna
Arslan grał w kadrze Turcji U-16 oraz U-18. W pierwszej reprezentacji Turcji zadebiutował 30 kwietnia 2003 roku w przegranym 0:4 towarzyskim meczu z Czechami. W tym samym roku został powołany do kadry na Puchar Konfederacji. Zagrał na nim w pojedynkach z Stanami Zjednoczonymi (2:1), Kamerunem (0:1), Brazylią (2:2), Francją (2:3) oraz Kolumbią (2:1). Na tamtym turnieju Turcja zajęła 3. miejsce. W latach 2003–2006 w drużynie narodowej Arslan rozegrał w sumie 11 spotkań.